# シャリフ・ボゲール
シャリフ・ボゲール（Sharif Bogere、男性、1988年10月8日 - ）は、ウガンダのプロボクサー。カンパラ出身。ライオンの剥製をかぶって檻の中に入ったまま入場するパフォーマンスを行う。愛称はLion Warrior(ライオン戦士、ライオン男)。テンポの速い展開を好む。

## 来歴
アマチュア時代はアフリカ王座に5度輝きボクシングウガンダ代表のキャプテンを務めるなど、68勝4敗の戦績を残した。
2008年4月5日、カンザス州マイエッタのプレーリー・バンド・カジノ&リゾートでデビュー戦を行い、初回1分19秒KO勝ちを収めデビュー戦を白星で飾った。  
2011年5月13日、ネバダ州プリムのバッファロー・ビルズ・リゾート&カジノでレイムンド・ベルトランとNABO北米ライト級王座決定戦を行い、2-0（97-93、96-94、96-94）の判定勝ちを収めた。
2011年10月7日、ラスベガスのテキサス・ステーションでフランシスコ・コントレラスと対戦し、3回2分1秒KO勝ちを収めNABO北米ライト級王座の初防衛に成功した。
2013年3月2日、ザ・ジョイントでWBA世界ライト級王者リカルド・アブリルと対戦し、プロ初黒星となる0-3(110-116、111-115、110-116)の判定負けを喫し王座獲得に失敗した。
2016年3月、フロイド・メイウェザー・ジュニアのメイウェザー・プロモーションズと契約した。
2019年2月9日、カリフォルニアのディグニティ・ヘルス・スポーツ・パークにてガーボンタ・デービスVSウーゴ・ルイスの前座でハビエル・フォルトゥナと対戦し、10回判定負けを喫した。

## 獲得タイトル
- NABO北米ライト級王座